# Tampiya pylorus
Tampiya pylorus är en mångfotingart som beskrevs av Chamberlin R. 1912. Tampiya pylorus ingår i släktet Tampiya och familjen Tampiyidae. Inga underarter finns listade i Catalogue of Life.